# Winslow (Indiana)
Winslow es un pueblo ubicado en el condado de Pike en el estado estadounidense de Indiana. En el Censo de 2010 tenía una población de 864 habitantes y una densidad poblacional de 518,81 personas por km².

## Geografía
Winslow se encuentra ubicado en las coordenadas 38°22′58″N 87°12′44″O / 38.38278, -87.21222. Según la Oficina del Censo de los Estados Unidos, Winslow tiene una superficie total de 1.67 km², de la cual 1.64 km² corresponden a tierra firme y (1.4%) 0.02 km² es agua.

## Demografía
Según el censo de 2010, había 864 personas residiendo en Winslow. La densidad de población era de 518,81 hab./km². De los 864 habitantes, Winslow estaba compuesto por el 97.8% blancos, el 0.12% eran afroamericanos, el 0.58% eran amerindios, el 0.12% eran asiáticos, el 0% eran isleños del Pacífico, el 0.12% eran de otras razas y el 1.27% pertenecían a dos o más razas. Del total de la población el 2.08% eran hispanos o latinos de cualquier raza.